# Sitio arqueológico de Tinyacc
El Sitio arqueológico de Tinyacc está situado en la comunidad campesina de San Isidro, del distrito de Marcas, en la provincia de Acobamba perteneciente a la región de Huancavelica. Fue un lugar de asentamiento urbano que permaneció habitado de manera continua por las culturas preincaicas huarpa, wari y chanca entre los años 200 a. C. y 1400 d. C.

## Aspectos Arquitectónicos y descubrimiento
El hallazgo de estos espacios y estructuras arquitectónicas fueron realizadas dentro del marco del "Proyecto de Investigación Arqueológica Tinyacc" liderado por Dirección Desconcentrada de Cultura (DDC) de Huancavelica y ejecutado por arqueólogos de la Universidad Nacional de San Cristóbal de Huamanga, donde identificaron la existencia de espacios arquitectónicos de asentamientos temporales y continuas de la cultura Huarpa (200 a. C. - 500 d. C.); la civilización Wari (600 d. C. a 1200 d. C.); y la cultura Chanka perteneciente al imperio tardío (1200 - 1400 d. C.). El yacimiento arqueológico se encuentran en custodia de las comunidades, centros poblados y municipalidades distritales.
El sitio arqueológico tiene una extensión de 78 hectáreas de los cuales, en el 2022, se ha excavado una extensión de 10 m2, 13 unidades que representa el 2% al total de sus medidas del yacimiento arqueológico. Al haber realizado las excavaciones, se llegó a señalar que muchos de estos asentamientos continuaron en uso, incluso después del colapso del primer imperio andino. Una muestra de ello es la abundante presencia de cerámica correspondiente al estilo del periodo Intermedio Tardío.

### Cultura Wari
Un estudio realizado por el arqueólogo Nils Sulca confirma la presencia de la cultura Wari, el primer imperio de los Andes, en todas las provincias de Huancavelica, considera que su concurrencia fue para satisfacer las necesidades de su metrópoli. El dominio del territorio fue principalmente por el valor estratégico de la cultura Wari para obtener insumos que no tenían en su zona de origen y controlar los pasos de otras regiones. La Cultura Wari se ubica a unos kilómetros de la ciudad de Huamanga, donde no se cuenta con algunos productos de uso que identifica a su cultura, por lo que su traslado a otros lugares fue indispensable y es así como también se adaptaron en Huancavelica. Los Wari aplicaron el sistema de intercambio sin tener la necesidad de desplazar a las etnias que vivían en la zona y a la vez también para aplicar una forma particular de control al territorio. Su patrón arquitectónico está implementada en el sitio Arqueológico de Tinyacc como evidencia de su asentamiento y manifestación del dominio a través de estas construcciones.